# برج جزيرة طبرقة
 برج جزيرة طبرقة  هو معلم أثري تونسي مصنف من قبل المعهد الوطني للتراث يقع في  ولاية جندوبة في الشمال الغربي التونسي، تحديدا في مدينة  طبرقة تم تصنيف المعلم في يوم 19 أكتوبر 1992.